# Kościół św. Anny w Ząbkowicach Śląskich
Kościół świętej Anny – rzymskokatolicki kościół parafialny należący do dekanatu Ząbkowice Ślaskie-Północ diecezji świdnickiej.
Świątynia została zbudowana z fundacji Karola IV Luksemburskiego w latach 1354-1415 w stylu gotyckim. W 1428 roku miasto poważnie ucierpiało podczas najazdu wojsk husyckich. Uszkodzona została również świątynia, którego odbudowa rozpoczęła się w 1444, a zakończyła się dopiero w 1453 roku. W XVI wieku nawa główna i prezbiterium zostały nakryte nowymi sklepieniami. W 1772 roku świątynia została rozbudowana o późnobarokową kaplicę św. Anny. W latach 1893–1896 świątynia została odrestaurowana w stylu neogotyckim, kiedy to zostały przelicowane elewacje cegłą maszynową. W tym czasie zostały również dostawione przybudówki od strony południowej i zachodniej. Po II wojnie światowej w latach 1976–1977 został przeprowadzony remont wnętrza, który polegał na usunięciu zawilgoconych i zagrzybionych tynków, osuszeniu cegieł i wymalowaniu wnętrza techniką wapienno-kazeinową. W 2008 roku został wyremontowany dach świątyni.
Jest to orientowany trzynawowy, czteroprzęsłowy kościół halowy. Przy wschodnich przęsłach północnej i południowej nawy są dobudowane kaplice na planie prostokąta, które tworzą formę transeptu. Świątynia nakryta jest przez cztery rodzaje sklepień: krzyżowo-żebrowe nad nawami bocznymi, zakrystią i kaplicą chrzcielną; sieciowe nad prezbiterium i nawą główną; gwiaździste ośmioramienne nad zachodnim przęsłem nawy głównej oraz czteroramienne nad północną kruchtą i w sali bractwa maryjnego.
We wnętrzu znajdują się m.in. rzeźba Św. Anny Samotrzeciej z 1493 roku, w której cyfra 4 jest przedstawiona jako pół 8, całopostaciowy, rzeźbiony nagrobek księcia Karola I z Ziębic i jego żony Anny z Zagania oraz rzeźbiona w piaskowcu ambona z 1619 roku powstała z fundacji rady miejskiej. Ołtarz główny z lat 1754-1759 z obrazem św. Anny pędzla J. Classena z Antwerpii, ambona z 1619 wyrzeźbiona w piaskowcu z alabastrowymi płaskorzeźbami. W południowej kruchcie renesansowe nagrobki księcia ziębickiego Karola I Podiebrada (zm. 1536) i jego żony Anny (zm. ok. 1541), córki księcia żagańskiego Jana II Szalonego. Autorem nagrobków był Jan Ulryk, nadworny architekt Zygmunta Starego. Na zewnętrznym murze liczne epitafia m.in. Wita Stwosza Młodszego, syna złotnika zgorzeleckiego Floriana, wnuka Wita Stwosza.

## Sarkofag

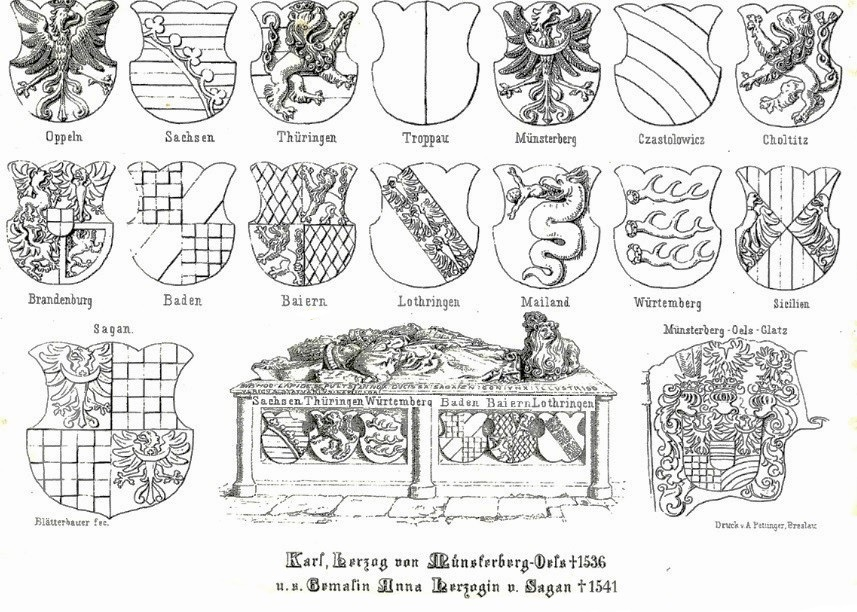
Sarkofag z herbami

W  kaplicy Kauffunga kościoła św. Anny w Ząbkowicach znajduje się sarkofag księcia Karola I Podiebradowicza i jego żony księżnej Anny Żagańskiej, który pierwotnie stał w prezbiterium oraz epitafia Sigismunda Kaufunga von Chlum (zm. 1573) i jego syna (zm. 1634), rycerzy z ziemi ząbkowickiej. Na ścianach sarkofagu według Hansa Lutscha były herby.
Herby
- leżący nad głową: Karola I Podiebradowicza księstwa ziębickiego
- leżący nad głową: Anny Żagańskiej księstwa żagańskiego
- z przodu:  Sicilien (Królestwa Sycylii)[6]; Koldicz (von Colditz)[7]
- z tyłu: Sagan (księstwo żagańskie), Brandenburg (Brandenburgii)

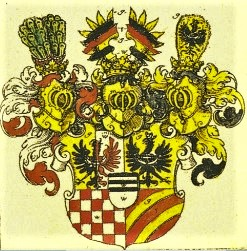
Herb Karola I (księstwo ziębickie)
Herb Anny (księstwo żagańskie)
Herb Królestwa Sycylii
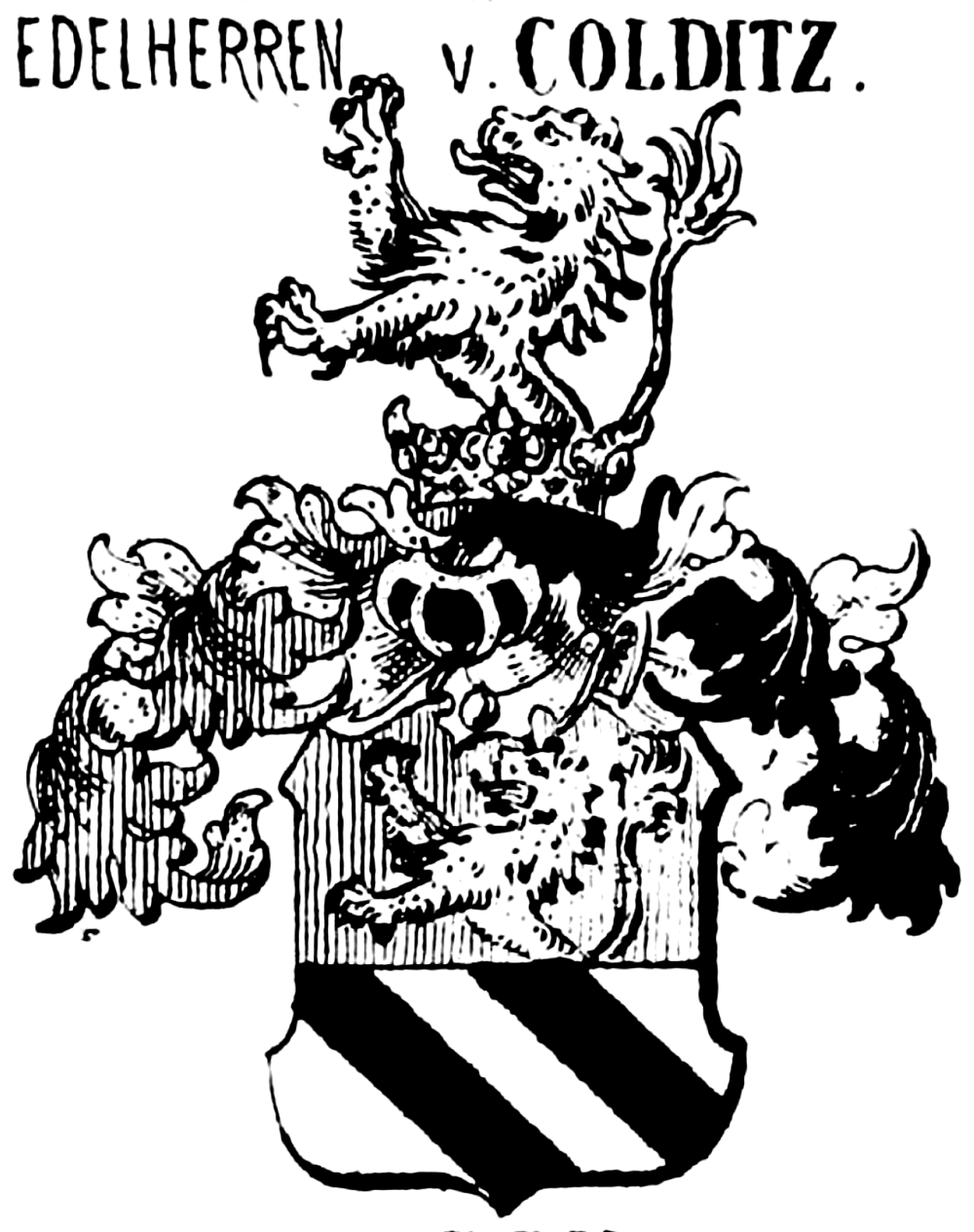
Herb Koldic  (von Colditz)
Herb księstwa żagańskiego
Herb Urszuli Branderburskiej(inne języki) (pole)

- po lewej stronie: Mesisen (Marchii Miśnieńskiej); Bayern (Bawarii), Meiland (Księstwa Mediolanu)[8]; Luthringen (Lotaryngii)[9]; Wirtemberg (Wirtembergii);  Baden (Badenii)[10]

Herb Marchii Miśnieńskiej
Herb Bawarii
Herb Księstwa Mediolanu
Herb Lotaryngii
Herb Wirtembergii
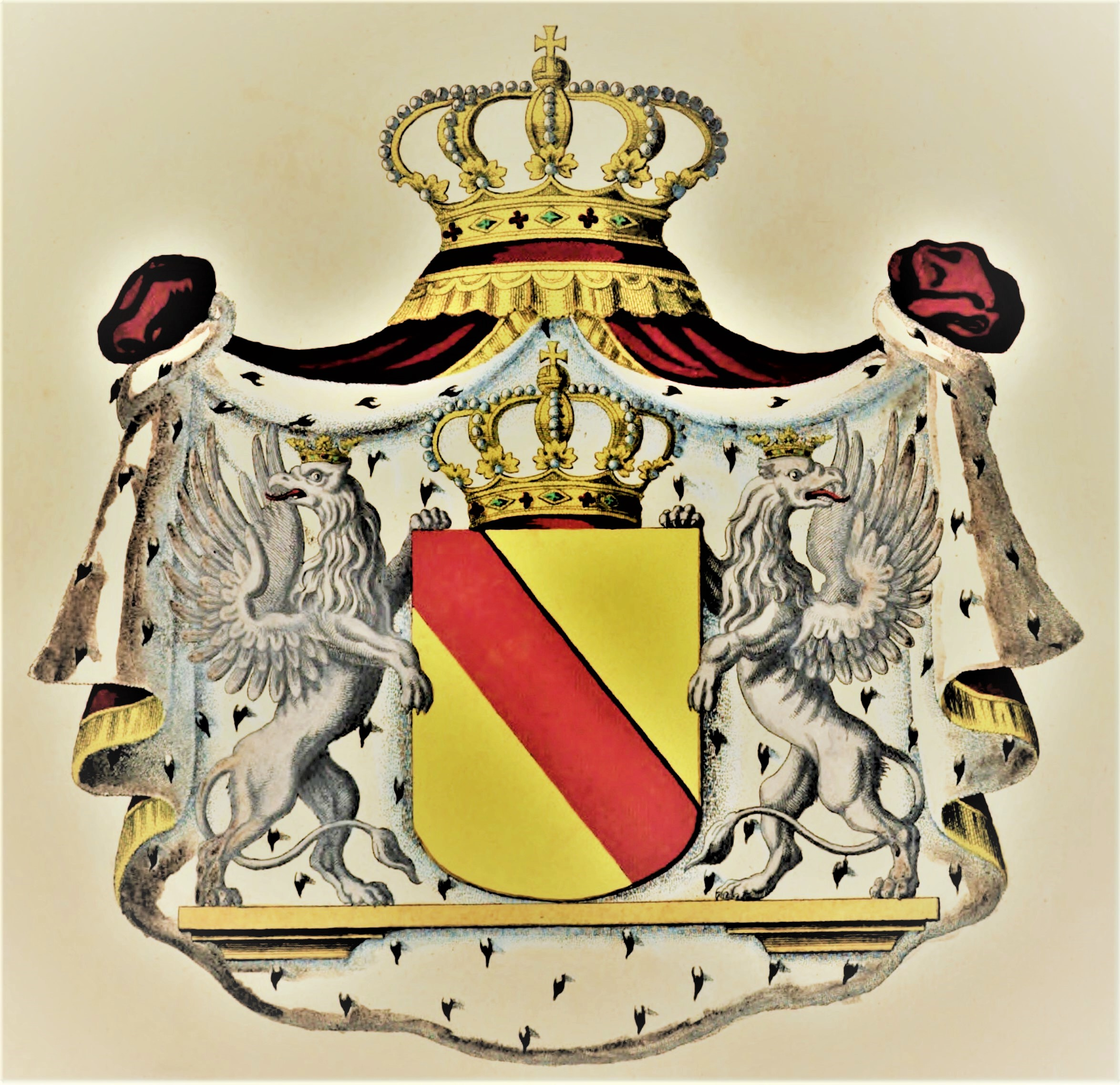
Herb Badenii (odmiana)

- po prawej stronie: Tschestolowicz (von Czastolowicz)[11]; Monsterberg (księstwa ziębickiego)[12], Troppen (księstwa opawskiego)[13], Duringen (Turyngii)[14], Sachsen (Saksonii)[15]; Oppeln (księstwa opolskiego)[16][17].

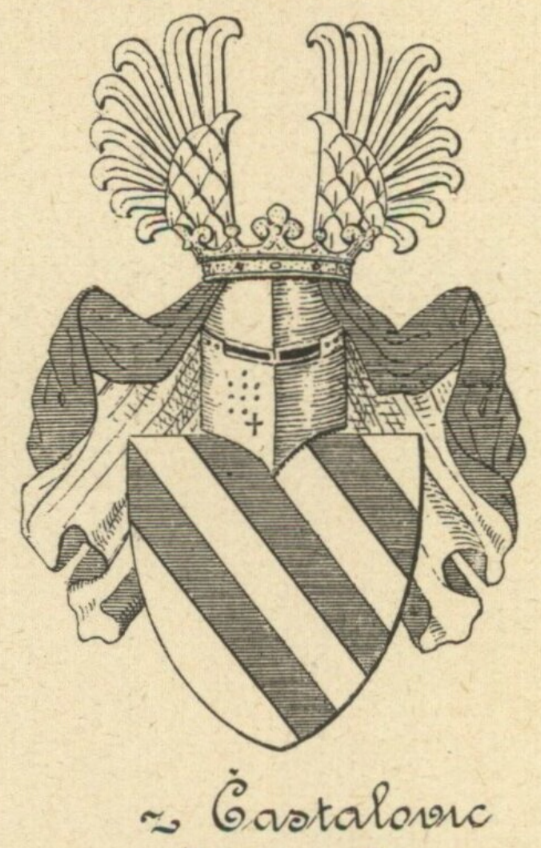
Herb Tschestolowicz (Častolovic)
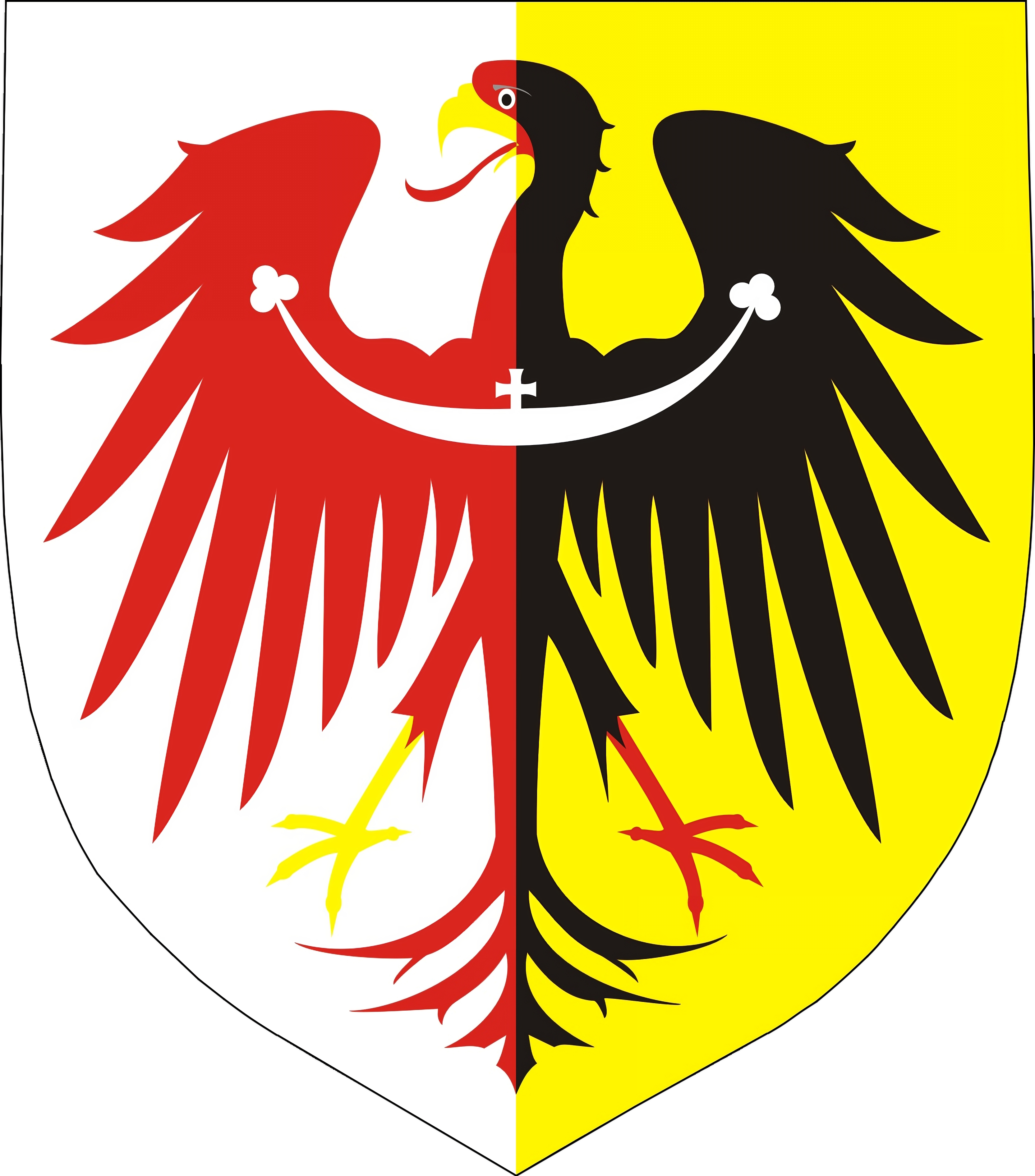
Herb księstwa ziębickiego
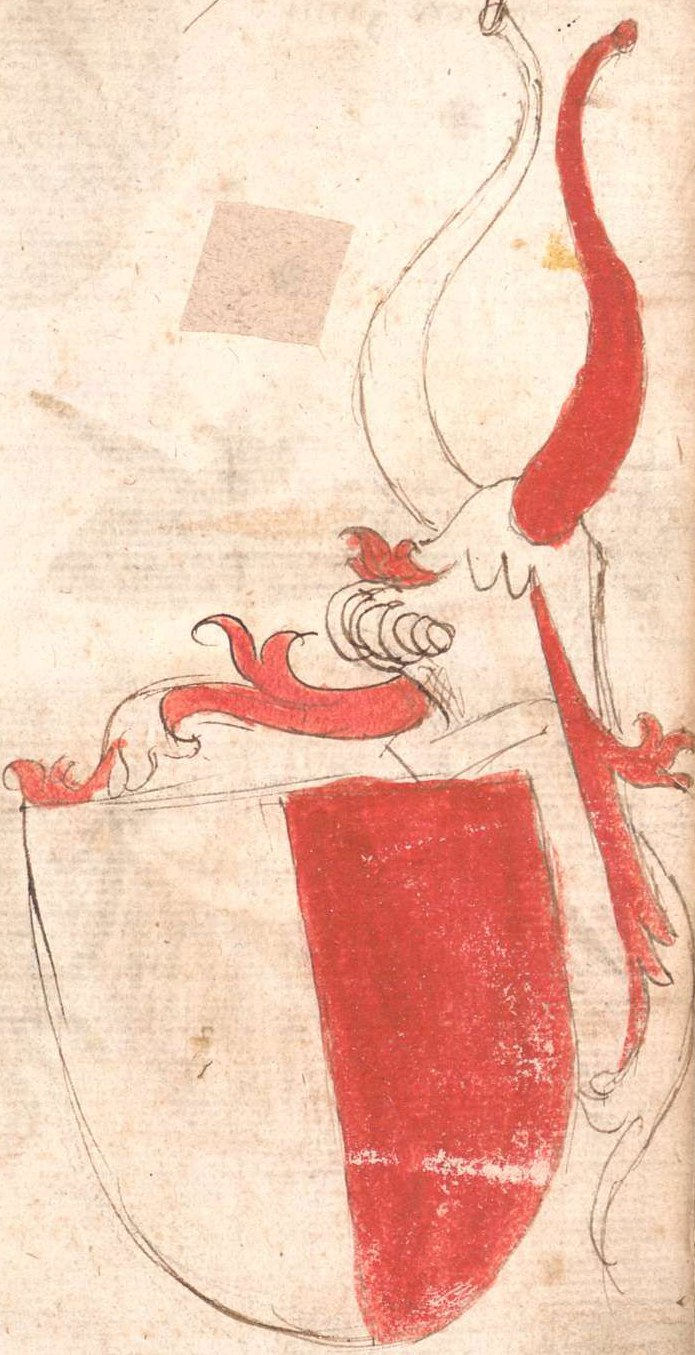
Herb księstwa opawskiego
Herb Turyngii
Herb Saksonii
Herb księstwa opolskiego